# 堀籠幸男
堀籠 幸男（ほりごめ ゆきお、1940年6月16日 - ）は、日本の元最高裁判所判事。

## 略歴
都立戸山高校を経て、1964年、東京大学法学部卒業。
1965年、司法修習生、1967年、判事補任官。福岡高裁那覇支部、米国留学(南メソジスト大学ロースクール比較法修士課程修了）などを経て、1976年、最高裁調査官。1979年、最高裁人事局調査課長・任用課長。1983年、東京地裁判事。1984年、内閣法制局参事官、1990年、内閣法制局総務主幹兼参事官。1992年、東京高裁判事・東京地方裁判所判事部総括。1994年、最高裁人事局長、1998年、最高裁事務次長、2000年、最高裁事務総長。2002年、大阪高等裁判所長官。
2005年5月17日、最高裁判所判事。同年9月11日の最高裁判所裁判官国民審査において、罷免を可とする票5,165,951票、罷免を可とする率8.00%で信任。2010年6月15日、定年退官。2011年秋の叙勲において旭日大綬章を受章。慶應義塾大学大学院法務研究科客員教授。

## 最高裁判所判事時代における判決の対応

### 大法廷判決への対応
- 2005年9月11日において行われた衆議院総選挙の小選挙区の区割規定が憲法14条1項等に反していたか。多数意見（合憲）
- 衆議院議員小選挙区選出議員選挙について候補者届出政党と無所属候補者に対する選挙運動の差異を設けることは憲法14条1項等に反するか。多数意見（合憲）
- 婚外子国籍訴訟において、国籍法3条1項は憲法14条1項に違反するか。反対意見（違憲状態だが原告の請求を棄却すべき）
- 砂川政教分離訴訟において、砂川市が神社に土地を無償提供している行為は政教分離原則に違反するか。違憲とする多数意見に対し、神道の他の宗教との異質性等を考慮すれば、政教分離原則に反せず合憲とする反対意見。

### 小法廷判決への対応
- メイプルソープ事件でロバート・メイプルソープの写真集「MAPPLETHORPE」は関税定率法21条1項4号にいう「風俗を害すべき書籍」に当たるか。 -- 反対意見（「風俗を害すべき書籍」に当たる）（最判H20年2月19日判タ1267号145頁）
- 平成21年（2009年）4月14日、第三小法廷の防衛医大教授痴漢冤罪事件（主任弁護人 秋山賢三）では、防衛医大教授に逆転無罪判決を下った。物証が無いなかで、一審・東京地裁、二審東京高裁では懲役1年10ヶ月の実刑とした判決を破棄して、5人中3人の多数意見で最終的に無罪判決の言い渡し。 -- 反対意見（田原睦夫裁判長と堀籠裁判官の2人は「被告人供述に比べ、女子高生の供述には信用性がある」）
- 平野母子殺害事件で事実誤認があるので死刑判決の破棄差戻しとする多数意見の中で、事実誤認なしとする反対意見。